# 五道口站
五道口站是一个位于中国北京市海淀区中关村街道、学院路街道与东升地区交界五道口成府路与京包铁路交叉口，属于北京地铁13号线的地铁车站。于2002年9月建成通车。五道口站因铁路道口（早年京包铁路西直门火车站向北按编号排序命名道口）得名。

## 位置
五道口站位于成府路同京包铁路交汇处，车站在铁路西侧；成府路（东西走向）与荷清路-财经东路（大概南北走向）交叉口的东侧，横跨于成府路上。

## 结构
车站在设计上采用高架车站，车站横跨成府路，站房在站台下方道路的两侧，站厅在车站两端，道路两侧客流可直接进出车站无需跨越道路。车站建筑立面以水平线条为主，钢结构雨棚呈高低起伏的曲线形，加入拱形钢架。

### 楼层分布

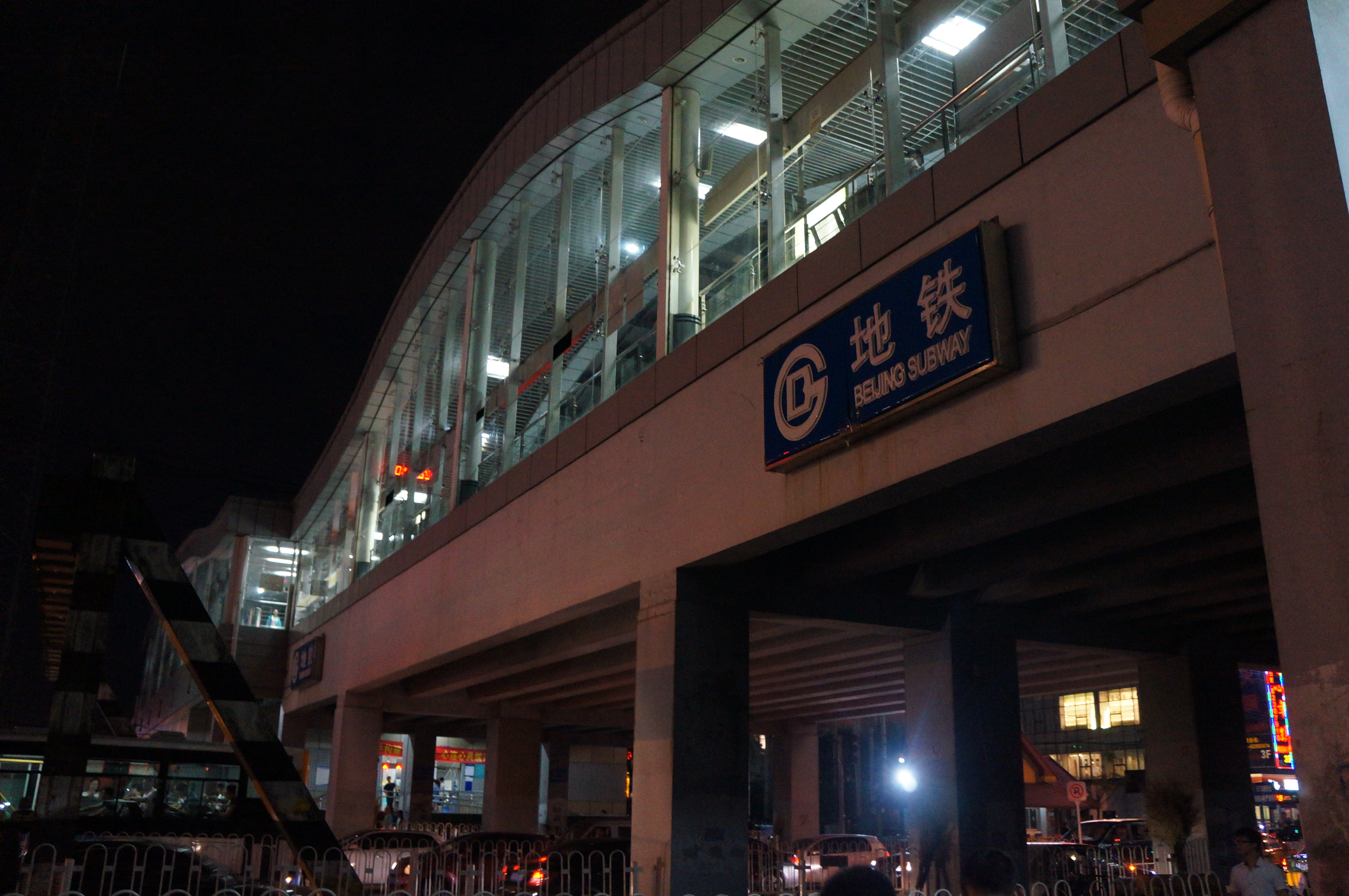
五道口站站房（2016年6月摄）

| 地上二层 站台层 | 侧式站台，右側開门         | 侧式站台，右側開门                              |
| 地上二层 站台层 | █ 13号线往西直门（知春路） |                                                 |
| 地上二层 站台层 | █ 13号线往东直门（上地）   |                                                 |
| 地上二层 站台层 | 侧式站台，右側開门         |                                                 |
| 地面 站厅层     | 站厅、联外区               | A-B出口、票务服务、自动售票机、一卡通充值、退卡 |

- 五道口站的站台（2016年6月摄）
- 南站厅（2021年10月摄）
- 五道口站的站牌（2015年8月摄）
- 五道口站的站房（2016年10月摄）

## 出口
這個站有2個出口：A (西北)、B (西南)
|                                |                |                                            |      |  |
| 编号                           | 指示           | 建议前往的目的地                           | 照片 |  |
| （此直梯仅通往东直门方向站台） | 成府路（北侧） | 东源大厦、清华大学五道口金融学院、东升大厦 |      |  |
| （此直梯仅通往西直门方向站台） | 成府路（南侧） | 华清嘉园、五道口购物中心                   |      |  |
| 註： 設有                      |                |                                            |      |  |